# Вільям Ніл Локінгтон
Вільям Ніл Локінгтон (англ. William Neale Lockington, 1840-1902) — британський іхтіолог, автор описання нових зоологічних таксонів. У 1875—1881 роках працював куратором музею Каліфорнійської академії наук у Сан-Франциско.